# ケセラセラ (新しい学校のリーダーズの曲)
「ケセラセラ」は、新しい学校のリーダーズの楽曲。2020年5月15日に配信限定シングルとしてリリースされた。
　

## 概要
前作「オトナブルー」より約2週間後のリリースで、3作連続デジタルリリースの第2弾。作曲は前作に引き続きyonkeyが起用され、作詞も担当している。
ケセラセラというモチーフの通り、ありのままに生きる事をテーマにした詞となっている。振り付けにはパラパラの要素が含まれている。
前作同様、ミュージック・ビデオを制作する予算がなかった事から、メンバー自らが撮影した動画を編集してプロモーション映像を作り上げている。ロケ地は代々木公園で、4人で映っているシーンは友人に撮影してもらっている。

## 関連作品
- マ人間